# Neurosis & Jarboe
Neurosis & Jarboe to wynik kolaboracji pomiędzy ciężkimi eksperymentatorami z Neurosis a wokalistką solową - Jarboe (znaną wcześniej z zespołu Swans). Płyta wydana w 2003 roku przez własną wytwórnię zespołu Neurosis - Neurot Recordings, łączy psychodeliczne eksperymenty brzmieniowe zespołu z popisami wokalnymi artystki.

## Spis utworów
1. Within
2. His Last Words
3. Taker
4. Receive
5. Erase
6. Cringe
7. In Harm's Way
8. Seizure